# Medaliści igrzysk olimpijskich w jeździectwie
Lista medalistów letnich igrzysk olimpijskich w jeździectwie.

## Konkurencje obecnie rozgrywane

### Ujeżdżenie
| Rok i miejsce    | Złoto                                   | Srebro                            | Brąz                                       |
| ---------------- | --------------------------------------- | --------------------------------- | ------------------------------------------ |
| Sztokholm 1912   | Carl Bonde (Emperor)                    | Gustaf Adolf Boltenstern (Neptun) | Hans von Blixen-Finecke (Maggie)           |
| Antwerpia 1920   | Janne Lundblad (Uno)                    | Bertil Sandström (Sabel)          | Hans von Rosen (Running Sister)            |
| Paryż 1924       | Ernst Linder (Piccolomini)              | Bertil Sandström (Sabel)          | Xavier Lesage (Plumarol)                   |
| Amsterdam 1928   | Carl-Friedrich von Langen (Draufgänger) | Charles Marion (Linon)            | Ragnar Olsson (Günstling)                  |
| Los Angeles 1932 | Xavier Lesage (Taine)                   | Charles Marion (Linon)            | Hiram Tuttle (Olympic)                     |
| Berlin 1936      | Heinz Pollay (Kronos)                   | Friedrich Gerhard (Absinth)       | Alois Podhajsky (Nero)                     |
| Londyn 1948      | Hans Moser (Hummer)                     | André Jousseaume (Harpagon)       | Gustaf Adolf Boltenstern (Trumpf)          |
| Helsinki 1952    | Henri Saint Cyr (Master Rufus)          | Lis Hartel (Jubilee)              | André Jousseaume (Harpagon)                |
| Melbourne 1956   | Henri Saint Cyr (Juli)                  | Lis Hartel (Jubilee)              | Liselott Linsenhoff (Adular)               |
| Rzym 1960        | Siergiej Fiłatow (Absent)               | Gustav Fischer (Wald)             | Josef Neckermann (Asbach)                  |
| Tokio 1964       | Henri Chammartin (Woermann)             | Harry Boldt (Remus)               | Siergiej Fiłatow (Absent)                  |
| Meksyk 1968      | Iwan Kizimow (Ichor)                    | Josef Neckermann (Mariano)        | Reiner Klimke (Dux)                        |
| Monachium 1972   | Liselott Linsenhoff (Piaff)             | Jelena Pietuszkowa (Pepel)        | Josef Neckermann (Venetia)                 |
| Montreal 1976    | Christine Stückelberger (Granat)        | Harry Boldt (Woycek)              | Reiner Klimke (Mehmed)                     |
| Moskwa 1980      | Elisabeth Theurer (Mon Cherie)          | Jurij Kowszow (Igrok)             | Wiktor Ugriumow (Shkwal)                   |
| Los Angeles 1984 | Reiner Klimke (Ahlerich)                | Anne Grethe Jensen (Marzog)       | Otto Hofer (Limandus)                      |
| Seul 1988        | Nicole Uphoff (Rembrandt)               | Margit Otto-Crépin (Corlandus)    | Christine Stückelberger (Gauguin de Lully) |
| Barcelona 1992   | Nicole Uphoff (Rembrandt)               | Isabell Werth (Gigolo FRH)        | Klaus Balkenhol (Goldstern)                |
| Atlanta 1996     | Isabell Werth (Gigolo FRH)              | Anky van Grunsven (Bonfire)       | Sven Rothenberger (Weyden)                 |
| Sydney 2000      | Anky van Grunsven (Bonfire)             | Isabell Werth (Gigolo FRH)        | Ulla Salzgeber (Rusty)                     |
| Ateny 2004       | Anky van Grunsven (Salinero)            | Ulla Salzgeber (Rusty)            | Beatriz Ferrer-Salat (Beauvalais)          |
| Pekin 2008       | Anky van Grunsven (Salinero)            | Isabell Werth (Satchmo)           | Heike Kemmer (Bonaparte)                   |
| Londyn 2012      | Charlotte Dujardin (Valegro)            | Adelinde Cornelissen (Parzival)   | Laura Bechtolsheimer (Mistral Hojris)      |

### Ujeżdżenie drużynowo
| Rok i miejsce    | Złoto | Srebro | Brąz |
| ---------------- | --- | --- | --- |
| Amsterdam 1928   | Rzesza Niemiecka · Carl-Friedrich von Langen (Draufgänger) · Hermann Linkenbach (Gimpel) · Eugen von Lotzbeck (Caracalla)         | Szwecja · Carl Bonde (Ingo) · Janne Lundblad (Blackmar) · Ragnar Olson (Günstling)                                                       | Holandia · Gerard le Heux (Valérine) · Jan van Reede (Hans) · Pierre Versteegh (His Excellence)                                  |
| Los Angeles 1932 | Francja · André Jousseaume (Sorelta) · Xavier Lesage (Taine) · Charles Marion (Linon)                                             | Szwecja · Gustaf Adolf Boltenstern (Ingo) · Thomas Byström (Gulliver) · Bertil Sandström (Kreta)                                         | Stany Zjednoczone · Isaac Kitts (American Lady) · Alvin Moore (Water Pat) · Hiram Tuttle (Olympic)                               |
| Berlin 1936      | III Rzesza · Friedrich Gerhard (Absinth) · Heinz Pollay (Kronos) · Hermann von Oppeln-Bronikowski (Gimpel)                        | Francja · Gérard de Ballorre (Debaucheur) · Daniel Gillois (Nicolas) · André Jousseaume (Favorite)                                       | Szwecja · Gregor Adlercreutz (Teresina) · Sven Colliander (Kål XX) · Folke Sandström (Pergola)                                   |
| Londyn 1948      | Francja · Maurice Buret (Saint Quen) · André Jousseaume (Harpagon) · Jean Saint-Fort Paillard (Sous les Ceps)                     | Stany Zjednoczone · Robert Borg (Klingson) · Frank Henry (Reno Overdo) · Earl Foster Thomson (Pancraft)                                  | Portugalia · Luís Mena e Silva (Fascinante) · Fernando Silva Paes (Matamas) · Francisco Valadas (Felitiço)                       |
| Helsinki 1952    | Szwecja · Gustaf Adolf Boltenstern (Krest) · Gehnäll Persson (Knaust) · Henri Saint Cyr (Master Rufus)                            | Szwajcaria · Henri Chammartin (Woehler) · Gustav Fischer (Soliman) · Gottfried Trachsel (Kursus)                                         | RFN · Heinz Pollay (Adular) · Fritz Thiedemann (Chronist XX) · Ida von Nagel (Afrika)                                            |
| Melbourne 1956   | Szwecja · Gustaf Adolf Boltenstern (Krest) · Gehnäll Persson (Knaust) · Henri Saint Cyr (Juli)                                    | Niemcy · Liselott Linsenhoff (Adular) · Anneliese Küppers (Afrika) · Hannelore Weygand (Perkunos)                                        | Szwajcaria · Henri Chammartin (Woehler) · Gustav Fischer (Vasello) · Gottfried Trachsel (Kursus)                                 |
| Tokio 1964       | Niemcy · Harry Boldt (Remus) · Reiner Klimke (Dux) · Josef Neckermann (Antoinette)                                                | Szwajcaria · Henri Chammartin (Woermann) · Gustav Fischer (Wald) · Marianne Gossweiler (Stephan)                                         | ZSRR · Sergei Filatow (Absent) · Iwan Kisimow (Ichor) · Iwan Kalita (Moar)                                                       |
| Meksyk 1968      | RFN · Liselott Linsenhoff (Piaff) · Reiner Klimke (Dux) · Josef Neckermann (Mariano)                                              | ZSRR · Iwan Kalita (Absent) · Iwan Kisimow (Ichor) · Jelena Petuschkowa (Pepel)                                                          | Szwajcaria · Henri Chammartin (Wolfdietrich) · Gustav Fischer (Wald) · Marianne Gossweiler (Stephan)                             |
| Monachium 1972   | ZSRR · Iwan Kalita (Tarif) · Iwan Kisimow (Ichor) · Jelena Petuschkowa (Pepel)                                                    | RFN · Liselott Linsenhoff (Piaff) · Josef Neckermann (Venetia) · Karin Schlüter (Liostro)                                                | Szwecja · Ulla Håkansson (Ajax) · Ninna Swaab (Casanova) · Maud von Rosen (Lucky Boy)                                            |
| Montreal 1976    | RFN · Harry Boldt (Woycek) · Gabriela Grillo (Ultimo) · Reiner Klimke (Mehmed)                                                    | Szwajcaria · Ulrich Lehmann (Widin) · Doris Ramseier (Roch) · Christine Stückelberger (Granat)                                           | Stany Zjednoczone · Hilda Gurney (Keen) · Edith Master (Dahlwitz) · Dorothy Morkis (Monaco)                                      |
| Moskwa 1980      | ZSRR · Juri Kowschow (Igrok) · Wera Misewitsch (Plot) · Wiktor Ugrumow (Schkwal)                                                  | Bułgaria · Petr Mandadschiew (Stschibor) · Swetoslaw Iwanow (Aleko) · Georgi Gadschew (Wnimatelen)                                       | Rumunia · Anghelache Donescu (Dor) · Petre Roșca (Derbist) · Dumitru Velicu (Decebal)                                            |
| Los Angeles 1984 | RFN · Reiner Klimke (Ahlerich) · Herbert Krug (Muscadeur) · Uwe Sauer (Montevideo)                                                | Szwajcaria · Amy-Catherine de Bary (Aintree) · Otto Hofer (Limandus) · Christine Stückelberger (Tansanit)                                | Szwecja · Ingamay Bylund (Aleks) · Ulla Håkansson (Flamingo) · Louise Nathhorst (Inferno)                                        |
| Seul 1988        | RFN · Ann Kathrin Linsenhoff (Courage 10) · Reiner Klimke (Ahlerich) · Monica Theodorescu (Ganimedes) · Nicole Uphoff (Rembrandt) | Szwajcaria · Otto Hofer (Andiamo) · Daniel Ramseier (Random) · Samuel Schatzmann (Rochus) · Christine Stückelberger · (Gauguin de Lully) | Kanada · Cynthia Ishoy (Dynasty) · Ashley Nicoll (Reipo) · Eva Maria Pracht (Emirage) · Gina Smith (Malte)                       |
| Barcelona 1992   | Niemcy · Klaus Balkenhol (Goldstern) · Monica Theodorescu (Grunox) · Nicole Uphoff (Rembrandt) · Isabell Werth (Gigolo FRH)       | Holandia · Tineke Bartels (Courage) · Ellen Bontje (Larius) · Annemarie Sanders (Montreux) · Anky van Grunsven (Bonfire)                 | Stany Zjednoczone · Charlotte Bredahl (Monsieur) · Robert Dover (Lectron) · Carol Lavell (Gifted) · Michael Poulin (Graf George) |
| Atlanta 1996     | Niemcy · Klaus Balkenhol (Goldstern) · Martin Schaudt (Durgo 2) · Monica Theodorescu (Grunox) · Isabell Werth (Gigolo FRH)        | Holandia · Tineke Bartels (Barbria) · Gonnelien Rothenberger (Dondolo) · Sven Rothenberger (Weyden) · Anky van Grunsven (Bonfire)        | Stany Zjednoczone · Robert Dover (Metallic) · Michelle Gibson (Peron) · Steffen Peters (Udon) · Guenter Seidel (Graf George)     |
| Sydney 2000      | Niemcy · Nadine Capellmann (Farbenfroh) · Ulla Salzgeber (Rusty) · Alexandra Simons (Chacomo) · Isabell Werth (Gigolo FRH)        | Holandia · Ellen Bontje (Silvano) · Arjen Teeuwissen (Goliath) · Coby van Baalen (Ferro) · Anky van Grunsven (Bonfire)                   | Stany Zjednoczone · Susan Blinks (Flim Flam) · Robert Dover (Ranier) · Guenter Seidel (Foltaire) · Christine Traurig (Etienne)   |
| Ateny 2004       | Niemcy · Heike Kemmer (Bonaparte) · Ulla Salzgeber (Rusty) · Martin Schaudt (Weltall) · Hubertus Schmidt (Wansuela Suerte)        | Hiszpania · Beatriz Ferrer-Salat (Beauvalais) · Juan Antonio Jimenez (Guizo) · Ignacio Rambla (Oleaje) · Rafael Soto Andrade (Invasor)   | Stany Zjednoczone · Robert Dover (Kennedy) · Deborah McDonald (Brentina) · Guenter Seidel (Aragon) · Lisa Wilcox (Relevant 5)    |
| Pekin 2008       | Niemcy · Heike Kemmer (Bonaparte) · Nadine Capellmann (Elvis VA) · Isabell Werth (Satchmo)                                        | Holandia · Hans Peter Minderhoud (Nadine) · Imke Schellekens-Bartels (Sunrise) · Anky van Grunsven (Salinero)                            | Dania · Anne van Olst (Clearwater) · Nathalie zu Sayn-Wittgenstein (Digby) · Andreas Helgstrand (Don Schufro)                    |
| Londyn 2012      | Wielka Brytania · Charlotte Dujardin (Valegro) · Carl Hester (Uthopia) · Laura Bechtolsheimer (Mistral Hojris)                    | Niemcy · Dorothee Schneider (Diva Royal) · Kristina Sprehe (Desperados) · Helen Langehanenberg (Damon Hill)                              | Holandia · Anky van Grunsven (Salinero) · Edward Gal (Undercover) · Adelinde Cornelissen (Parzival)                              |

### Skoki indywidualne
| Rok i miejsce    | Złoto                                 | Srebro                                | Brąz                                    |
| ---------------- | ------------------------------------- | ------------------------------------- | --------------------------------------- |
| Paryż 1900       | Aimé Haegeman (Benton II)             | Georges van de Poele (Windsor Squire) | Louis de Champsavin (Terpsichore)       |
| Sztokholm 1912   | Jean Cariou (Mignon)                  | Rabod von Kröcher (Dohna)             | Emanuel de Blommaert (Clonmore)         |
| Antwerpia 1920   | Tommaso Lequio di Assaba (Trebecco)   | Alessandro Valerio (Cento)            | Carl Gustaf Lewenhaupt (Mon Coeur)      |
| Paryż 1924       | Alphonse Gemuseus (Lucette)           | Tommaso Lequio di Assaba (Trebecco)   | Adam Królikiewicz (Picador)             |
| Amsterdam 1928   | František Ventura (Eliot)             | Pierre Bertran de Balanda (Papillon)  | Charles-Gustave Kuhn (Pepita)           |
| Los Angeles 1932 | Takeichi Nishi (Uranus)               | Harry Chamberlin (Show Girl)          | Clarence von Rosen (Empire)             |
| Berlin 1936      | Kurt Hasse (Tora)                     | Henri Rang (Delfis)                   | József Platthy (Sellő)                  |
| Londyn 1948      | Humberto Mariles (Arete)              | Rubén Uriza (Harvey)                  | Jean-François d’Orgeix (Sucre de Pomme) |
| Helsinki 1952    | Pierre Jonquères d’Oriola (Ali Baba)  | Óscar Cristi (Bambi)                  | Fritz Thiedemann (Meteor)               |
| Melbourne 1956   | Hans Günter Winkler (Halla)           | Raimondo D’Inzeo (Merano)             | Piero D’Inzeo (Uruguay)                 |
| Rzym 1960        | Raimondo D’Inzeo (Posillipo)          | Piero D’Inzeo (The Rock)              | David Broome (Sunsalve)                 |
| Tokio 1964       | Pierre Jonquères d’Oriola (Lutteur B) | Hermann Schridde (Dozent II)          | Peter Robeson (Firecrest)               |
| Meksyk 1968      | William Steinkraus (Snowbound)        | Marion Coakes (Stroller)              | David Broome (Mr. Softee)               |
| Monachium 1972   | Graziano Mancinelli (Ambassador)      | Ann Moore (Psalm)                     | Neal Shapiro (Sloopy)                   |
| Montreal 1976    | Alwin Schockemöhle (Warwick Rex)      | Michel Vaillancourt (Branch Country)  | François Mathy (Gai Luron)              |
| Moskwa 1980      | Jan Kowalczyk (Artemor)               | Nikołaj Korolkow (Espadron)           | Joaquín Pérez (Alymony)                 |
| Los Angeles 1984 | Joseph Fargis (Touch of Class)        | Conrad Homfeld (Abdullah)             | Heidi Robbiani (Jessica V)              |
| Seul 1988        | Pierre Durand (Jappeloup)             | Gregory Best (Gem Twist)              | Karsten Huck (Nepomuk 8)                |
| Barcelona 1992   | Ludger Beerbaum (Classic Touch)       | Piet Raijmakers (Ratina Z)            | Norman Dello Joio (Irish)               |
| Atlanta 1996     | Ulrich Kirchhoff (Jus de Pommes)      | Willi Melliger (Calvaro V)            | Alexandra Ledermann (Rochet M)          |
| Sydney 2000      | Jeroen Dubbeldam (De Sjiem)           | Albert Voorn (Lando)                  | Khaled Al-Eid (Kashm Al Aan)            |
| Ateny 2004       | Rodrigo Pessoa (Baloubet du Rouet)    | Chris Kappler (Royal Kaliber)         | Marco Kutscher (Montender)              |
| Pekin 2008       | Eric Lamaze (Hickstead)               | Rolf-Göran Bengtsson (Ninja)          | Beezie Madden (Authenitic)              |
| Londyn 2012      | Steve Guerdat (Nino des Buissonnets)  | Gerco Schröder (London)               | Cian O’Connor (Blue Loyd 12)            |

### Skoki drużynowo
| Rok i miejsce    | Złoto | Srebro | Brąz |
| ---------------- | --- | --- | --- |
| Sztokholm 1912   | Szwecja · Gustaf Lewenhaupt (Medusa) · Gustaf Kilman (Gåtan) · Hans von Rosen (Lord Iron) · Fredrik Rosencrantz (Drabant)            | Francja · Jean Cariou (Mignon) · Michel Dufourt (Amazone) · Bernard Meyer (Allons-y) · Albert Seigner (Cocotte)                                        | Cesarstwo Niemieckie · Ernst Deloch (Hubertus) · Sigismund Freyer (Ultimus) · Wilhelm von Hohenau (Pretty Girl) · Friedrich Karl von Preußen (Gibson Boy)             |
| Antwerpia 1920   | Szwecja · Claës König (Tresor) · Frank Martin (Kohort) · Daniel Norling (Eros II) · Hans von Rosen (Poor Boy)                        | Belgia · André Coumans (Lisette) · Henri Laame (Biscuit) · Herman de Gaiffier d'Hestroy (Miss) · Herman d'Oultromont (Lord Kitchener)                  | Włochy · Alessandro Alvisi (Reggio di Sole) · Carlo Asinari (Varone) · Ettore Caffaratti (Tradittore) · Giulio Cacciandra (Fortunello)                                |
| Paryż 1924       | Szwecja · Åge Lundström (Anvers) · Axel Ståhle (Cecil) · Åke Thelning (Loke)                                                         | Szwajcaria · Hans Bühler (Sailor Boy) · Alphonse Gemuseus (Lucette) · Werner Stuber (Girandole)                                                        | Portugalia · António Borges (Reginald) · José Mouzinho (Hertugo) · Hélder de Souza (Avro)                                                                             |
| Amsterdam 1928   | Hiszpania · José Navarro Morenes (Zapatazo) · José Álvarez de Bohórquez (Zalamero) · Julio García Fernández (Revistade)              | Polska · Michał Woysym-Antoniewicz (Readgleadt) · Kazimierz Gzowski (Mylord) · Kazimierz Szosland (Ali)                                                | Szwecja · Carl Björnstjerna (Kornett) · Ernst Hallberg (Loke) · Karl Hansén (Gerold)                                                                                  |
| Los Angeles 1932 | III Rzesza · Heinz Brandt (Alchimist) · Kurt Hasse (Tora) · Marten von Barnekow (Nordland)                                           | Holandia · Johan Greter (Ernica) · Henri van Schaik (Santa Bell) · Jan de Bruine (Trixie)                                                              | Portugalia · José Beltrão (Biscuit) · Luís Mena e Silva (Fossette) · Domingos de Sousa (Merle Blanc)                                                                  |
| Londyn 1948      | Meksyk · Humberto Mariles (Arete) · Rubén Uriza (Harvey) · Alberto Valdés (Chihuahua)                                                | Hiszpania · Marcellino Gavilán (Forajido) · Jaime García (Bizarro) · José Navarro Morenes (Quórum)                                                     | Wielka Brytania · Arthur Carr (Monty) · Harry Llewellyn (Foxhunter) · Henry Nicoll (Kilgeddin)                                                                        |
| Helsinki 1952    | Wielka Brytania · Harry Llewellyn (Foxhunter) · Douglas Stewart (Aherlow) · Wilfred White (Nizefela)                                 | Chile · Óscar Cristi (Bambi) · Ricardo Echeverria (Lindo Peal) · César Mendoza (Pillán)                                                                | Stany Zjednoczone · Arthur McCashin (Miss Budweiser) · John Russell (Democrat) · William Steinkraus (Hollandia)                                                       |
| Melbourne 1956   | Niemcy · Alfons Lütke-Westhues (Ala) · Fritz Thiedemann (Meteor) · Hans Günter Winkler (Halla)                                       | Włochy · Piero D’Inzeo (Uruguay) · Raimondo D’Inzeo (Merano) · Salvatore Oppes (Pagoro)                                                                | Wielka Brytania · Peter Robeson (Scorchin) · Patricia Smythe (Flanagan) · Wilfred White (Nizefela)                                                                    |
| Rzym 1960        | Niemcy · Alwin Schockemöhle (Ferdl) · Fritz Thiedemann (Meteor) · Hans Günter Winkler (Halla)                                        | Stany Zjednoczone · Frank Chapot (Trail Guide) · George Morris (Sinjon) · William Steinkraus (Ksar d’Esprit)                                           | Włochy · Piero D’Inzeo (The Rock) · Raimondo D’Inzeo (Posillipo) · Antonio Oppes (The Scholar)                                                                        |
| Tokio 1964       | Niemcy · Kurt Jarasinski (Toro) · Hermann Schridde (Dozent II) · Hans Günter Winkler (Fidelita)                                      | Francja · Pierre Jonquères d’Oriola (Lutteur B) · Guy Lefrant (Monsieur de Littry) · Janou Lefèbvre (Kernavo D)                                        | Włochy · Piero D’Inzeo (Sunbeam) · Raimondo D’Inzeo (Posillipo) · Graziano Mancinelli (Rockette)                                                                      |
| Meksyk 1968      | Kanada · James Day (Canadian Club) · James Elder (The Immigrant) · Thomas Gayford (Big Dee)                                          | Francja · Pierre Jonquères d’Oriola (Nagir) · Janou Lefébvre (Rocket) · Jean Rozier (Quo Vadis)                                                        | RFN · Alwin Schockemöhle (Donald Rex) · Hermann Schridde (Dozent II) · Hans Günter Winkler (Enigk)                                                                    |
| Monachium 1972   | RFN · Fritz Ligges (Robin) · Hartwig Steenken (Simona) · Gerd Wiltfang (Askan) · Hans Günter Winkler (Trophy)                        | Stany Zjednoczone · Frank Chapot (White Lightning) · Kathryn Kusner (Fleet Apple) · Neal Shapiro (Sloopy) · William Steinkraus (Main Spring)           | Włochy · Piero D’Inzeo (Easter Light) · Raimondo D’Inzeo (Fiorello) · Graziano Mancinelli (Ambassador) · Vittorio Orlandi (Fulmer Feather)                            |
| Montreal 1976    | Francja · Hubert Parot (Rivage) · Michel Roche (Un Espoir) · Marc Roguet (Belle de Mars) · Jean-Marcel Rozier (Bayard de Maupas)     | RFN · Alwin Schockemöhle (Warwick Rex) · Paul Schockemöhle (Agent) · Sönke Sönksen (Kwept) · Hans Günter Winkler (Trophy)                              | Belgia · Edgar-Henri Cuepper (Le Champion) · François Mathy (Gai Luron) · Eric Wauters (Gute Sitte) · Stanny Van Paesschen (Porsche)                                  |
| Moskwa 1980      | ZSRR · Wiktor Asmajew (Reis) · Nikołaj Korolkow (Espadron) · Wiktor Poganowski (Topski) · Wiaczesław Czukanow (Gepatit)              | Polska · Janusz Bobik (Szampan) · Wiesław Hartman (Norton) · Jan Kowalczyk (Artemor) · Marian Kozicki (Bremen)                                         | Meksyk · Jesús Gómez (Massacre) · Joaquín Pérez (Alymony) · Gerardo Tazzer (Caribe) · Alberto Valdés (Lady Mirka)                                                     |
| Los Angeles 1984 | Stany Zjednoczone · Leslie Burr (Albany) · Joe Fargis (Touch of Class) · Conrad Homfeld (Abdullah) · Melanie Smith (Calypso)         | Wielka Brytania · Timothy Grubb (Linky) · John Whitaker (Ryans Son) · Michael Whitaker (Overton Amanda) · Steven Smith (Shining Example)               | RFN · Fritz Ligges (Ramzes) · Peter Luther (Livius) · Paul Schockemöhle (Deister) · Franke Sloothaak (Farmer)                                                         |
| Seul 1988        | RFN · Ludger Beerbaum (The Freak) · Wolfgang Brinkmann (Pedro) · Dirk Hafemeister (Orchidee) · Franke Sloothaak (Walzerkönig)        | Stany Zjednoczone · Gregory Best (Gem Twist) · Joe Fargis (Mill Pearl) · Lisa Ann Jacquin (For the Moment) · Anne Kursinski (Starman)                  | Francja · Hubert Bourdy (Morgat) · Pierre Durand (Jappeloup) · Frédéric Cottier (Flambeau C) · Michel Robert (La Fayette)                                             |
| Barcelona 1992   | Holandia · Jos Lansink (Egano) · Piet Raijmakers (Ratina Z) · Bert Romp (Waldo E) · Jan Tops (Top Gun)                               | Austria · Boris Boor (Love Me Tender) · Thomas Frühmann (Genius) · Jörg Münzner (Graf Grande) · Hugo Simon (Apricot D)                                 | Francja · Hubert Bourdy (Razzia) · Hervé Godignon (Quidam de Revel) · Éric Navet (Quito de Baussy) · Michel Robert (Nonix)                                            |
| Atlanta 1996     | Niemcy · Ludger Beerbaum (Ratina Z) · Ulrich Kirchhoff (Jus de Pommes) · Lars Nieberg (For Pleasure) · Franke Sloothaak (Joli Coeur) | Stany Zjednoczone · Leslie Burr (Extreme) · Anne Kursinski (Eros) · Peter Leone (Legato) · Michael Matz (Rhum)                                         | Brazylia · Luiz Felipe de Azevedo (Cassiana) · Andre Johannpeter (Calei) · Álvaro Affonso de Miranda Neto (Aspen) · Rodrigo Pessoa (Tomboy)                           |
| Sydney 2000      | Niemcy · Otto Becker (Dobel’s Cento) · Ludger Beerbaum (Goldfever) · Marcus Ehning (For Pleasure) · Lars Nieberg (Esprit FRH)        | Szwajcaria · Markus Fuchs (Tinka’s Boy) · Beat Mändli (Pozitano) · Lesley McNaught (Dulf) · Willi Melliger (Calvaro V)                                 | Brazylia · Luiz Felipe de Azevedo (Ralph) · Andre Johannpeter (Calei) · Álvaro Affonso de Miranda Neto (Aspen) · Rodrigo Pessoa (Baloubet du Rouet)                   |
| Ateny 2004       | Stany Zjednoczone · Chris Kappler (Royal Kaliber) · Beezie Madden (Authentic) · McLain Ward (Sapphire) · Peter Wylde (Fein Cera)     | Szwecja · Malin Baryard-Johnsson (Butterfly Flip) · Rolf-Göran Bengtsson (MacKinley) · Peter Eriksson (Cardento) · Peder Fredericson (Magic Bengtsson) | Niemcy · Christian Ahlmann (Cöster) · Otto Becker (Dobel’s Cento) · Marco Kutscher (Montender)                                                                        |
| Pekin 2008       | Stany Zjednoczone · McLain Ward (Sapphire) · Laura Kraut (Cedric) · Will Simpson (Carlson vom Dach) · Beezie Madden (Authentic)      | Kanada · Jill Henselwood (Special Ed) · Eric Lamaze (Hickstead) · Ian Millar (In Style) · Mac Cone (Ole)                                               | Szwajcaria · Christina Liebherr (No Mercy) · Pius Schwizer (Nobless M) · Niklaus Schurtenberger (Cantus) · Steve Guerdat (Jalisca Solier)                             |
| Londyn 2012      | Wielka Brytania · Nick Skelton (Big Star) · Ben Maher (Tripple X) · Scott Brash (Hello Sanctos) · Peter Charles (Vindicat)           | Holandia · Gerco Schröder (London) · Maikel van der Vleuten (Verdi) · Jur Vrieling (Bubalu) · Marc Houtzager (Tamino)                                  | Arabia Saudyjska · Ramzy Al-Duhami (Bayard van de Villa There) · Abdullah bin Mutaib (Davos) · Kamal Bahamdan (Noblesse des Tess) · Abdullah asch-Scharbatly (Sultan) |

### WKKW indywidualnie
| Rok i miejsce    | Złoto                                       | Srebro                                 | Brąz                                |
| ---------------- | ------------------------------------------- | -------------------------------------- | ----------------------------------- |
| Sztokholm 1912   | Axel Nordlander (Lady Artist)               | Friedrich von Rochow (Idealist)        | Jean Cariou (Cocotte)               |
| Antwerpia 1920   | Helmer Mörner (Germania)                    | Åge Lundström (Ysra)                   | Ettore Caffaratti (Caniche)         |
| Paryż 1924       | Adolf van der Voort van Zijp (Silver Piece) | Frode Kirkebjerg (Meteor)              | Sloan Doak (Pathfinder)             |
| Amsterdam 1928   | Charles Pahud de Mortanges (Marcroix)       | Gerard de Kruijff (Va-T’en)            | Bruno Neumann (Ilja)                |
| Los Angeles 1932 | Charles Pahud de Mortanges (Marcroix)       | Earl Foster Thomson (Jenny Camp)       | Clarence von Rosen (Sunnyside Maid) |
| Berlin 1936      | Ludwig Stubbendorff (Nurmi)                 | Earl Foster Thomson (Jenny Camp)       | Hans Lunding (Jason)                |
| Londyn 1948      | Bernard Chevallier (Aiglonne)               | Frank Henry (Swing Low)                | Robert Selfelt (Claque)             |
| Helsinki 1952    | Hans von Blixen-Finecke (Jubal)             | Guy Lefrant (Verdun)                   | Wilhelm Büsing (Hubertus)           |
| Melbourne 1956   | Petrus Kastenman (Iluster)                  | August Lütke-Westhues (Trux von Kamax) | Francis Weldon (Kilbarry)           |
| Rzym 1960        | Lawrence Morgan (Salad Days)                | Neale Lavis (Mirrabooka)               | Anton Bühler (Gay Spark)            |
| Tokio 1964       | Mauro Checcoli (Surbean)                    | Carlos Alberto Moratorio (Chalan)      | Fritz Ligges (Donkosak)             |
| Meksyk 1968      | Jean-Jacques Guyon (Pitou)                  | Derek Allhusen (Lochinvar)             | Michael Page (Foster)               |
| Monachium 1972   | Richard Meade (Laurieston)                  | Alessandro Argenton (Woodland)         | Jan Jönsson (Sarajevo)              |
| Montreal 1976    | Edmund Coffin (Bally-Cor)                   | John Michael Plumb (Better & Better)   | Karl Schultz (Madrigal)             |
| Moskwa 1980      | Federico Roman (Rossinan)                   | Aleksandr Blinow (Galzun)              | Jurij Salnikow (Pinzet)             |
| Los Angeles 1984 | Mark Todd (Charisma)                        | Karen Stives (Ben Arthur)              | Virginia Holgate (Priceless)        |
| Seul 1988        | Mark Todd (Charisma)                        | Ian Stark (Sir Wattie)                 | Virginia Holgate (Master Craftsman) |
| Barcelona 1992   | Matthew Ryan (Kibah Tic Toc)                | Herbert Blöcker (Feine Dame)           | Blyth Tait (Messiah)                |
| Atlanta 1996     | Blyth Tait (Ready Teady)                    | Sally Clark (Squirrel Hill)            | Kerry Millikin (Out and About)      |
| Sydney 2000      | David O’Connor (Custom Made)                | Andrew Hoy (Swizzle In)                | Mark Todd (Eyespy II)               |
| Ateny 2004       | Leslie Law (Shear L’Eau)                    | Kimberly Severson (Winsome Adante)     | Philippa Funnell (Primmore’s Pride) |
| Pekin 2008       | Hinrich Romeike (Marius)                    | Gina Miles (Mickinlaigh)               | Kristina Cook (Miners Frolic)       |
| Londyn 2012      | Michael Jung (Sam)                          | Sara Algotsson Ostholt (Wega)          | Sandra Auffarth (Opgun Louvo)       |

### WKKW drużynowo
| Rok i miejsce    | Złoto | Srebro | Brąz |
| ---------------- | --- | --- | --- |
| Sztokholm 1912   | Szwecja · Nils Adlercreutz (Atout) · Ernst Casparsson (Irmelin) · Henric Horn af Åminne (Omen) · Axel Nordlander (Lady Artist)                                                              | Cesarstwo Niemieckie · Eduard von Lütcken (Blue Boy) · Carl von Moers (May-Queen) · Friedrich von Rochow (Idealist) · Richard von Schaesberg-Tannheim (Grundsee)                    | Stany Zjednoczone · Ephraim Graham (Connie) · Guy Henry (Chriswell) · Benjamin Lear (Poppy) · John Montgomery (Deceive)                                                    |
| Antwerpia 1920   | Szwecja · Gustaf Dyrsch (Salamis) · Åge Lundström (Ysra) · Helmer Mörner (Germania) · Georg von Braun (Diana)                                                                               | Włochy · Carlo Asinari (Savari) · Giulio Cacciandra (Facetto) · Ettore Caffaratti (Caniche) Garibaldi Spighi (Otello)                                                               | Belgia · Jules Bonvalet (Weppelghem) · Oswald Lints (Martha) · Jacques Misonne (Gaucho) · Roger Moeremans d'Emaüs (Sweet Girl)                                             |
| Paryż 1924       | Holandia · Antonius Colenbrander (King of Hearts) · Gerard de Kruijff (Addio) · Charles Pahud de Mortanges (Johnny Walker) · Adolf van der Voort van Zijp (Silver Piece)                    | Szwecja · Gustaf Hagelin (Varius) · Claës König (Bojar) · Carl Gustaf Lewenhaupt (Canter) · Torsten Sylvan (Anita)                                                                  | Włochy · Alessandro Alvisi (Capiligio) · Emanuele Beraudo (Mount Felix) · Tommaso Lequio di Assaba (Torena) · Alberto Lombardi (Pimpolo)                                   |
| Amsterdam 1928   | Holandia · Charles Pahud de Mortanges (Marcroix) · Gerard de Kruijff (Va-T’en) · Adolf van der Voort van Zijp (Silver Piece)                                                                | Norwegia · Wilhelm Eugen Johansen (Baby) · Arthur Qvist (Hidalgo) · Bjart Ording (And Over)                                                                                         | Polska · Michał Woysym-Antoniewicz (Moja Miła) · Karol Rómmel (Doneuse) · Józef Trenkwald (Lwi Pazur)                                                                      |
| Los Angeles 1932 | Stany Zjednoczone · Edwin Argo (Honolulu Tomboy) · Harry Chamberlin (Pleasant Smiles) · Earl Foster Thomson (Jenny Camp)                                                                    | Holandia · Aernout van Lennep (Henk) · Charles Pahud de Mortanges (Marcroix) · Karel Schummelketel (Duiveltje)                                                                      | – |
| Berlin 1936      | III Rzesza · Rudolf Lippert (Fasan) · Ludwig Stubbendorff (Nurmi) · Konrad von Wangenheim (Kurfürst)                                                                                        | Polska · Zdzisław Kawecki (Bambino) · Seweryn Kulesza (Tósca) · Henryk Leliwa-Roycewicz (Arlekin III)                                                                               | Wielka Brytania · Richard Fanshawe (Bowie Knife) · Edward Howard-Vyse (Blue Steel) · Alec Scott (Bob Clive)                                                                |
| Londyn 1948      | Stany Zjednoczone · Charles Anderson (Reno Palisade) · Earl Foster Thomson (Reno Rhythm) · Frank Henry (Swing Low)                                                                          | Szwecja · Robert Selfelt (Claque) · Olof Stahre (Komet) · Sigurd Svensson (Dust) | Meksyk · Raúl Campero (Tarahumara) · Humberto Mariles (Parral) · Joaquín Solano (Malinche)                                                                                 |
| Helsinki 1952    | Szwecja · Hans von Blixen-Finecke (Jubal) · Folke Frölén (Fair) · Olof Stahre (Komet) | RFN · Wilhelm Büsing (Hubertus) · Otto Rothe (Trux von Kamax) · Klaus Wagner (Dachs)                                                                                                | Stany Zjednoczone · Charles Hough (Cassivellannus) · Walter Staley (Craigwood Park) · John Wolford (Benny Grimes)                                                          |
| Melbourne 1956   | Wielka Brytania · Albert Hill (Countryman III) · Arthur Rook (Wild Venture) · Francis Weldon (Kilbarry)                                                                                     | Niemcy · August Lütke-Westhues (Trux von Kamax) · Otto Rothe (Sissi) · Klaus Wagner (Prinzeß)                                                                                       | Kanada · Jim Elder (Colleen) · Brian Herbinson (Tara) · John Rumble (Cilroy)                                                                                               |
| Rzym 1960        | Australia · Neale Lavis (Mirrabooka) · Lawrence Morgan (Salad Days) · Bill Roycroft (Our Solo)                                                                                              | Szwajcaria · Anton Bühler (Gay Spark) · Rudolf Günthardt (Atbara) · Hans Schwarzenbach (Burn Trout)                                                                                 | Francja · Jack Le Goff (Image) · Guy Lefrant (Nicias) · Jehan Le Roy (Garden)                                                                                              |
| Tokio 1964       | Włochy · Paolo Angioni (King) · Mauro Checcoli (Surbean) · Giuseppe Ravano (Royal Love) | Stany Zjednoczone · Kevin Freeman (Gallopade) · Michael Page (Grasshopper) · John Michael Plumb (Bold Minstrel)                                                                     | Niemcy · Horst Karsten (Condora) · Fritz Ligges (Donkosak) · Gerhard Schulz (Balza X)                                                                                      |
| Meksyk 1968      | Wielka Brytania · Derek Allhusen (Lochinvar) · Reuben Jones (The Poacher) · Richard Meade (Cornishman V)                                                                                    | Stany Zjednoczone · Michael Page (Foster) · John Michael Plumb (Plain Sailing) · James Wofford (Kilkenny)                                                                           | Australia · Brian Cobcroft (Depeche) · Wayne Roycroft (Schiwago) · Bill Roycroft (Warrathoola)                                                                             |
| Monachium 1972   | Wielka Brytania · Mary Gordon-Watson (Cornishman V) · Richard Meade (Laurieston) · Bridget Parker (Cornish Gold) · Mark Phillips (Great Ovation)                                            | Stany Zjednoczone · Bruce Davidson (Plain Sailing) · Kevin Freeman (Good Mixture) · John Michael Plumb (Free and Easy) · James Wofford (Kilkenny)                                   | RFN · Lutz Goessing (Chicago) · Horst Karsten (Sioux) · Harry Klugmann (Christopher Robert) · Karl Schultz (Pisco)                                                         |
| Montreal 1976    | Stany Zjednoczone · Edmund Coffin (Bally-Cor) · Bruce Davidson (Irish-Cap) · John Michael Plumb (Beter & Better) · Mary Anne Tauskey (Marcus Aurelius)                                      | RFN · Otto Ammermann (Volturno) · Herbert Blöcker (Albrant) · Helmut Rethemeier (Pauline) · Karl Schultz (Madrigal)                                                                 | Australia · Mervyn Bennet (Regal Reign) · Dennis Pigott (Hillstead) · Wayne Roycroft (Laurenson) · Bill Roycroft (Version)                                                 |
| Moskwa 1980      | ZSRR · Aleksandr Blinow (Galzun) · Siergiej Rogożin (Gelespont) · Jurij Salnikow (Pinzet) · Walerij Wołkow (Tschketi)                                                                       | Włochy · Anna Casagrande (Daleye) · Mauro Roman (Dourakine 4) · Federico Roman (Rossinan) · Marina Sciocchetti (Rohan de Lechereo)                                                  | Meksyk · David Bárcena (Bombona) · Manuel Mendívil (Remember) · José Luis Pérez (Quelite) · Fabián Vázquez (Cocaleco)                                                      |
| Los Angeles 1984 | Stany Zjednoczone · Bruce Davidson (JJ Babu) · Torrance Fleischmann (Finwarra) · John Michael Plumb (Blue Stone) · Karen Stives (Ben Arthur)                                                | Wielka Brytania · Diana Clapham (Windjammer) · Lucinda Green (Regal Realm) · Virginia Holgate (Priceless) · Ian Stark (Oxford Blue)                                                 | RFN · Claus Erhorn (Fair Lady) · Dietmar Hogrefe (Foliant) · Bettina Overesch (Peacetime) · Burkhard Tesdorpf (Freedom)                                                    |
| Seul 1988        | RFN · Matthias Baumann (Shamrock 11) · Ralf Ehrenbrink (Uncle Todd) · Claus Erhorn (Justyn Thyme) · Thies Kaspareit (Sherry 42)                                                             | Wielka Brytania · Virginia Holgate (Master Craftsman) · Mark Phillips (Cartier) · Ian Stark (Sir Wattie) · Karen Straker (Get Smart)                                                | Nowa Zelandia · Andrew Bennie (Grayshott) · Margaret Knighton (Enterprise) · Tinks Pottinger (Volunteer) · Mark Todd (Charisma)                                            |
| Barcelona 1992   | Australia · David Green (Duncan II) · Andrew Hoy (Kiwi) · Gillian Rolton (Peppermint Grove) · Matthew Ryan (Kibah Tic Toc)                                                                  | Nowa Zelandia · Victoria Latta (Chief) · Andrew Nicholson (Spinning Rhombus) · Blyth Tait (Messiah) · Mark Todd (Welton Greylag)                                                    | Niemcy · Matthias Baumann (Alabaster) · Herbert Blöcker (Feine Dame) · Ralf Ehrenbrink (Kildare II) · Cord Mysegaes (Ricardo)                                              |
| Atlanta 1996     | Australia · Phillip Dutton (True Blue Girdwood) · Andrew Hoy (Darien Powers) · Gillian Rolton (Peppermint Grove) · Wendy Schaeffer (Sunburst)                                               | Stany Zjednoczone · Bruce Davidson (Heyday) · Jill Henneberg (Nirvana) · David O’Connor (Giltedge) · Karen O’Connor (Biko)                                                          | Nowa Zelandia · Victoria Latta (Broadcast News) · Vaughn Jefferis (Bounce) · Andrew Nicholson (Jägermeister II) · Blyth Tait (Chesterfield)                                |
| Sydney 2000      | Australia · Phillip Dutton (House Doctor) · Andrew Hoy (Darien Powers) · Matthew Ryan (Kibah Sandstone) · Stuart Tinney (Jeepster)                                                          | Wielka Brytania · Jeanette Brakewell (Over to You) · Philippa Funnell (Supreme Rock) · Leslie Law (Shear L’Eau) · Ian Stark (Jaybee)                                                | Stany Zjednoczone · Nina Fout (3 Magic Beans) · David O’Connor (Giltedge) · Karen O’Connor (Prince Panache) · Linden Wiesman (Anderoo)                                     |
| Ateny 2004       | Francja · Arnaud Boiteau (Expo du Moulin) · Didier Courrèges (Débat d’Estruval) · Cédric Lyard (Fine Merveille) · Jean Teulère (Espoir de la Mière) · Nicolas Touzaint (Galan de Sauvagère) | Wielka Brytania · Jeanette Brakewell (Over to You) · William Fox-Pitt (Tamarillo) · Philippa Funnell (Primmore’s Pride) · Mary King (King Solomon III) · Leslie Law (Shear L’Eau)   | Stany Zjednoczone · Darren Chiacchia (Windfall II) · Julie Richards (Jacob Two Two) · Kimberly Severson (Winsome Adante) · Amy Tryon (Poggio II) · John Williams (Carrick) |
| Pekin 2008       | Niemcy · Peter Thomsen (The Gost of Hamish) · Frank Ostholt (Mr. Medicott) · Andreas Dibowski (Butts Leon) · Ingrid Klimke (Abraxxas) · Hinrich Romeike (Marius)                            | Australia · Shane Rose (All Luck) · Sonja Johnson (Ringwould Jaguar) · Lucinda Fredericks (Headley Britannia) · Clayton Fredericks (Ben Along Time) · Megan Jones (Irish Jester)    | Wielka Brytania · Sharon Hunt (Takers Town) · Daisy Dick (Spring Along) · William Fox-Pitt (Parkmore Ed) · Kristina Cook (Miners Frolic) · Mary King (Call Again Cavalier) |
| Londyn 2012      | Niemcy · Peter Thomsen (Barny) · Dirk Schrade (King Artus) · Ingrid Klimke (Butts Abraxxas) · Sandra Auffarth (Opgun Louvo) · Michael Jung (Sam)                                            | Wielka Brytania · Mary King (Imperial Cavalier) · Nicola Wilson (Opposition Buzz) · Zara Phillips (High Kingdom) · Kristina Cook (Miners Frolic) · William Fox-Pitt (Cool Mountain) | Nowa Zelandia · Jonelle Richards (Flintstar) · Caroline Powell (Lenamore) · Andrew Nicholson (Nereo) · Jonathan Paget (Clifton Promise) · Mark Todd (Campino)              |

## Konkurencje nierozgrywane

### Skok wzwyż
| Rok i miejsce | Złoto                                                     | Srebro | Brąz                          |
| ------------- | --------------------------------------------------------- | ------ | ----------------------------- |
| Paryż 1900    | Dominique Gardères (Canéla) Giangiorgio Trissino (Oreste) | –      | Georges van de Poele (Ludlow) |

### Skok w dal
| Rok i miejsce | Złoto                                 | Srebro                        | Brąz                 |
| ------------- | ------------------------------------- | ----------------------------- | -------------------- |
| Paryż 1900    | Constant van Langhendonck (Extra Dry) | Giangiorgio Trissino (Oreste) | Pierre de Bellegarde |

### Woltyżerka indywidualnie
| Rok i miejsce  | Złoto         | Srebro        | Brąz       |
| -------------- | ------------- | ------------- | ---------- |
| Antwerpia 1920 | Jos Bouckaert | Charles Field | Paul Finet |

### Woltyżerka drużynowo
| Rok i miejsce  | Złoto                                             | Srebro                                        | Brąz                                                     |
| -------------- | ------------------------------------------------- | --------------------------------------------- | -------------------------------------------------------- |
| Antwerpia 1920 | Belgia · Jos Bouckaert · Paul Finet · ? van Ranst | Francja · ? Cauchy · Charles Field · ? Salins | Szwecja · Carl Green · Anders Mårtensson · Oskar Nilsson |